# Ілліч-Авіа
Ілліч-Авіа — колишня українська авіакомпанія, що базувалася в Маріуполі. Код аеропорту ІКАО — ILL.

## Історія
Авіакомпанія «Ілліч-Авіа» є структурним підрозділом відкритого акціонерного товариства «Маріупольський металургійний комбінат імені Ілліча» і утворена в 2002 році.

## Парк літаків
На даний час льотний парк складається з чотирьох літаків:
- Два Ан-140-100;
- Один Як-40 із салоном високої комфортності;
- Один Як-40 із салоном поліпшеної комфортності.

## Авіалінії
Характеристика видів діяльності:
- Регулярні міжнародні та внутрішні пасажирські перевезення;
- Чартерні пасажирські перевезення
- Контроль ресурсів та резервування перевезень;
- Вантажні перевезення;
- Технічне обслуговування повітряних суден.

До червня 2014 року авіакомпанія виконувала польоти:
- Київ (Жуляни) (6 рейсів на тиждень);
- Москва (Внуково) (3 рейси на тиждень);
- Афіни (2 рейси на тиждень);
- Салоніки (1 рейс на тиждень).

У 2014-му польоти припинено, а базовий аеропорт у Маріуполі закрито через війну на сході. На квітень 2016-го авіакомпанія не виконує рейсів, її подальша доля під питанням, розглядається можливість як здачі в оренду, так і повного продажу.